# Jarosław Zarychta
Jarosław Zarychta (ur. w 1964 w Radomiu) – polski muzyk rockowy. Gra na instrumentach klawiszowych. Jest absolwentem VI LO im. Jana Kochanowskiego w Radomiu.
Do zespołu Ira dołączył wraz z basistą Piotrem Sujką po sesji nagraniowej do płyty Ira pod koniec 1989 roku. Był trzecim a zarazem ostatnim muzykiem który grał na instrumentach klawiszowych w zespole. Z Irą zagrał m.in. na przełomie kwietnia i maja 1990 roku trasę koncertową po byłym ZSRR, promując debiutancką płytę, oraz w sierpniu na Festiwalu w Sopocie. Odszedł w styczniu 1991 roku wraz z gitarzystą Pawłem Matrackim.